# Ламбеозавр
Ламбеозавр (Lambeosaurus, букв. «ящір Ламбе») —  рід гадрозаврів, що жив близько 75 мільйонів років тому, у пізньому крейдяному періоді (кампанський ярус) Північної Америки. Цей двоногий/чотириногий травоїдний динозавр відомий своїм характерним порожнистим черепним гребенем, який у найвідоміших видів нагадував рукавичку. Було названо кілька потенційних видів з Канади, США та Мексики, але лише два канадських види наразі визнані валідними.
Матеріал цього роду був вперше названий Лоуренсом Ламбе в 1902 році. Понад двадцять років потому сучасна назва була запропонована в 1923 році Вільямом Парксом на честь Ламбе, на основі зразків, що краще збереглися. Рід має складну таксономічну історію, частково через те, що дрібнотілі гребенисті гадрозавриди, які зараз вважаються просто підлітковими зразками вже відомих таксонів, колись вважалися належними до власних родів і видів. В цей час різні черепи, віднесені до типового виду L. lambei, інтерпретуються як такі, що демонструють вікові відмінності та статевий диморфізм. Ламбеозавр був тісно пов'язаний з більш відомим коритозавром, який був знайдений у дещо старіших породах, а також з менш відомими родами гіпакрозаврів та олоротитанів. Всі вони мали незвичайні гребені, які, як тепер прийнято вважати, виконували соціальні функції, такі як звукове сигналізування та ідентифікація. 

## Опис

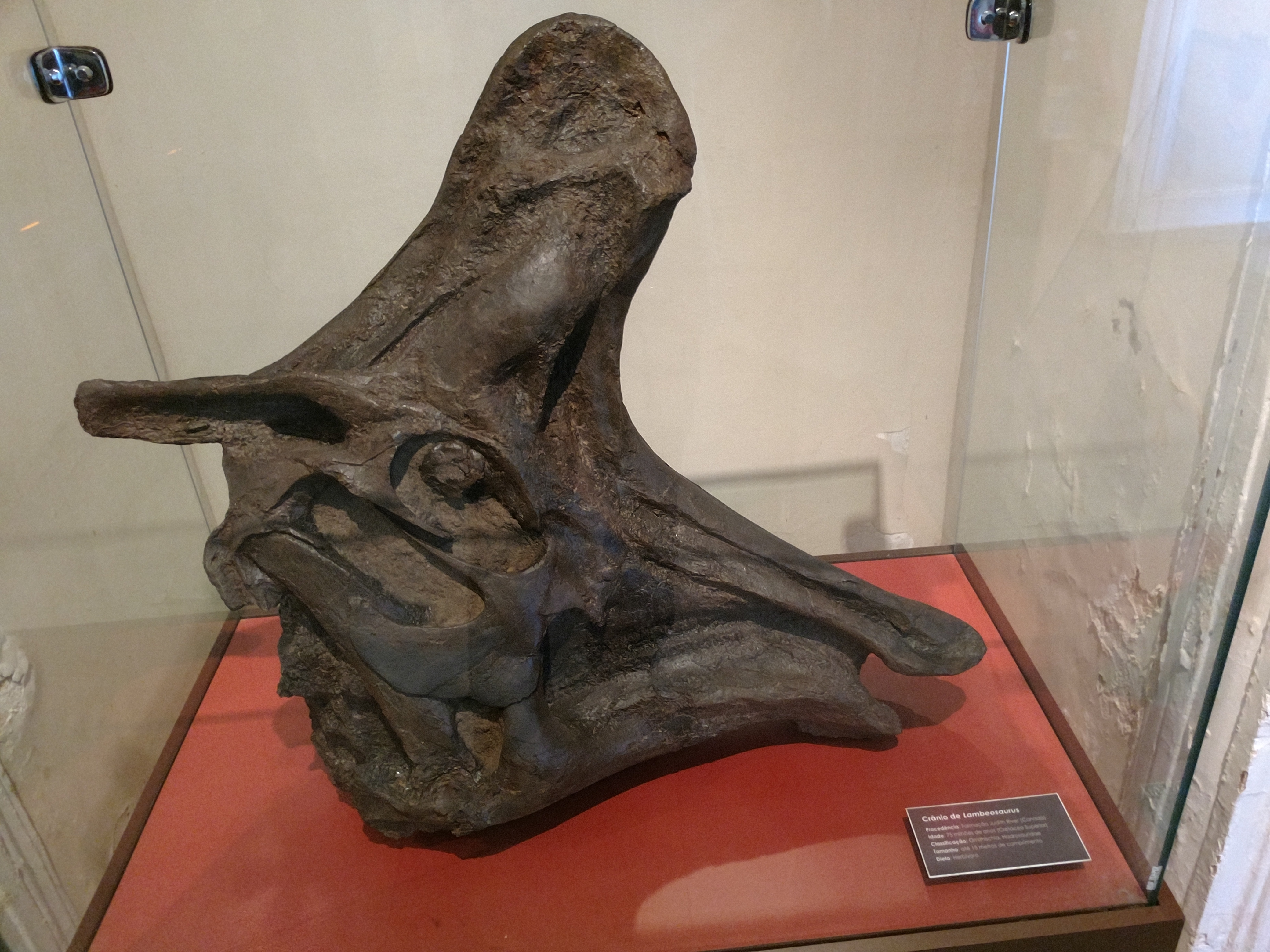
Гребінь ламбеозавра

Довжина ламбеозавра — від 9 до 15 метрів, а висота — 4 метри. Маса динозавра — 4,5 тони.
На відміну від гадрозаврів, у яких не було гребеня, морда у ламбеозавра була досить вузька. Гребінь ламбеозавра служив для привертання уваги партнерів, посилення звуку та покращення нюху[джерело?].
Щелепи ламбеозавра та інших представників гадрозаврів містили кілька вертикальних зубних рядів. Кожен ряд складався з декількох, начебто насаджених один на одного зубів. Вертикальні ряди зливалися між собою, утворюючи єдину батарею. Таким чином щелепи могли містити до 700—1000 зубів одночасно. Поверхня батареї була нерівною, з численними виступами емалі. Маючи такі зуби, ламбеозаври могли пережовувати дуже жорсткі частини рослин. Верхні зуби, пошкоджуючись під час пережовування грубої деревної рослинності, випадали, а на їхньому місці росли здорові зуби з нижнього ряду.
Ламбеозаври могли ходити й на двох кінцівках, і на чотирьох, та могли дотягатися і до низьких, і до високих рослин.

## Знахідки
Перший скелет ламбеозавра знайшов геолог та палеонтолог Лоренс Ламбе у 1923 році. На честь нього й назвали динозавра. Ламбе працював у Канаді у кінці 19 — початку 20 сторіччя, та розкопав кілька нових динозаврів. Місце, де знайшли цього динозавра, називається Парк динозаврів. Він знаходиться у провінції Альберта, Канада. Там також знайшли паразауролофа, коритозавра, стегсераса, стиракозавра, едмонтонію та евоплоцифала.

## Класифікація
Ламбеозавр відноситься до підродини ламбеозаврових, бо в нього, як і в інших представників цієї підродини, був гребінь. Підродина ділиться на чотири триби. У представників триби ламбеозаврині, до якої належить сам ламбеозавр, гребені на голові були як півкола. До ламбеозавринів належить також коритозавр, близький родич ламбеозавра. До триби паразауролофині відносяться динозаври, у яких гребінь довше. До них належить паразауролоф. До третьої триби — цінтаозаврині, належить Pararhabdodon і Tsintaosaurus. Також є триба Аралозавріні.
Коритозавр був дуже близьким родичем ламбеозавра. Та між ними були відмінності. Головна відмінність у тому, що у гребені коритозавра проходи видавали нижчий звук. Їхні крики можна було почути здалеку.